# О’Салливан, Кристиан
Кристиан О’Салливан (норв. Christian O’Sullivan; род. 22 августа 1991, Осло) — норвежский гандболист, выступает за германский клуб «Магдебург» и сборной Норвегии.

## Карьера

### Клубная
Кристиан О’Салливан начинал карьеру в норвежском клубе «Беккелагетс». В 2014 году Кристиан О’Салливан перешёл в шведский клуб Кристианстад, в составе его два раза выигрывал чемпионат Швеции. В 2016 году О’Салливан перешёл в немецкий клуб Магдебург

### В сборной
Кристиан О’Салливан выступает за сборную Норвегии. За сборную Норвегии О’Салливан сыграл 108 матча и забросил 155 мячей. Участник чемпионата мира по гандболу 2017, 2019.

## Титулы
- Победитель чемпионата Швеции: 2015, 2016
- Победитель чемпионата Германии: 2022
- Победитель Лиги Европы: 2021
- Серебряный призёр чемпионата Мира: 2017, 2019

## Статистика
Статистика Кристиан О’Салливан сезона 2019/20 указана на 27.1.2020
| Сезон        | Клуб         | Лига             | Матчи | Голы | 7-метр | Голы | Передачи |
| ------------ | ------------ | ---------------- | ----- | ---- | ------ | ---- | -------- |
| 2014/15      | Кристианстад | Чемпионат Швеции | 26    | 60   | 0      | 60   |          |
| 2016/17      | Магдебург    | Бундеслига       | 34    | 45   | 0      | 45   | 67       |
| 2017/18      | Магдебург    | Бундеслига       | 32    | 86   | 17     | 69   | 64       |
| 2018/19      | Магдебург    | Бундеслига       | 31    | 80   | 1      | 79   | 74       |
| 2019/20      | Магдебург    | Бундеслига       | 20    | 49   | 0      | 49   | 50       |
| 2015-по н.в. | Итого        | Бундеслига       | 117   | 260  | 18     | 242  | 255      |